# ジョン・マーシャル・スレイトン
ジョン・マーシャル・スレイトン（John Marshall Slaton、1866年12月25日 – 1955年1月11日）は、20世紀初頭のアメリカ合衆国ジョージア州知事。

## 来歴・人物
ジョージア州西部のメリウェザー郡グリーンヴィル市近郊に生まれる。生後間もなくアトランタへ転居。1886年ジョージア大学を首席で卒業し、弁護士事務所を開業する。1896年ジョージア州下院議員に当選。下院議長を務めた後、1909年には州上院議員に当選する。1911年には連邦上院議員に転出したホーク・スミス州知事に代わって知事代行に任命され、1912年まで務める。1913年州知事に当選した。
1913年、冤罪事件として米国史上に名を残すレオ・フランク事件が発生する。一審で絞首刑の有罪判決を受けた後、弁護団側は度々再審請求を出し続けたが却下され、1914年暮れ以降州知事への減刑請願に戦術を切り替えることとなった。一旦終身刑への減刑をまず求め、状況の鎮静化を待って無罪放免を実現させようという狙いであった。スレイトンの下には減刑支持派から、そしてそれ以上に反対派から数多くの署名が寄せられ、また反対派からの脅迫状が1000通以上も届く有様で、政治生命はおろか、肉体的な生命まで脅かされていることを痛感せざるを得なかった。所有する新聞で反ユダヤ主義を煽動していたトム・ワトソン（後に連邦上院議員となる）からは、減刑請願を却下すれば連邦上院議員への転進を極力支援するなどと、懐柔工作を仕掛けられていた。
しかし綿密な検証の結果、フランクの無罪を確信していたスレイトンは、「臆病者の妻であるよりは勇者の未亡人でありたい」との夫人の励ましにも支えられ、ついに決断する。処刑予定日の前日、知事としての任期満了の3日前でもあった1915年6月21日、フランクを絞首刑から終身刑へと減刑する命令を下した。
報道により減刑が伝えられると、一部州民は激昂の上、スレイトンへの報復のため知事邸へ詰め寄った。その数およそ5000人、銃やダイナマイトで武装した暴徒も含まれており、州兵の介入でようやく解散した。その後しばらくアトランタ市内は戒厳令下におかれ、不穏な状勢が続いていた。
1915年6月30日、スレイトン夫妻は州外へ避難せざるを得なくなった。ようやく帰還できたのは第一次世界大戦後のことという。退任演説で、彼は次のように州民に訴えた。「2000年前、ひとりの知事がひとりのユダヤ人を暴徒の手にゆだねた。その行為ゆえに、この知事の名は2000年にわたって呪われ続けた。今もし私が自らの義務を怠ることにより、もう一人のユダヤ人が墓の中に横たわることになれば…私は自分自身を卑怯な暗殺者と見做さねばならなくなるのだ－」
スレイトンの英断も功を奏せず、知事退任から2ヶ月後の1915年8月17日、収監中のフランクは暴徒の襲撃を受け外部に連れ出され、私刑により殺害されてしまった。実行犯らが罪に問われることはなかった。
知事退任後、ジョージア州法律家協会会長（1928年 – 1929年）、全米法律家協会（ABA）評議員などを歴任したが、選挙公職に就くことはなかった。

## 関連文献
- 佐藤唯行著『アメリカのユダヤ人迫害史』（集英社、2000年）(ISBN 4087200477)